# Чешки технички универзитет у Прагу
Чешки технички универзитет у Прагу (чеш. České vysoké učení technické v Praze, ČVUT) је најстарији не-војни технички универзитет у централној Европи и највећи технички универзитет у Чешкој републици. 2016/17. године универзитет у чијем оквиру се налази 8 факултета је нудио 119 студијских програма (442 специјализације), које је студирало око 21.000 студената (од тога око 14.000 на основним, 5.000 на мастер и 2.000 на докторским програмима).

## Историја
Овај универзитет настао је издвајањем из Карловог универзитета.

### Настанак
Настава техничких предмета за почела је још 1718. године, по сагласности цара Леополда I. Прве године било је 12 студената и један сат наставе дневно, а изучавали су се предмети од значаја за војне намене (фортификције, геодезија, картографија, одводњавање, механизми за подизање тешких терета). 
1776. Марија Терезија сагласила се да школа за држање наставе користи зграду Клементинума, а 1786. тадашња Сталешка инжењерска школа (чеш. Stavovská inženýrská škola) сели се у зграду бившег језуитског Семинара Св. Васлава (у данашњој Хусовој, тада Доминиканској улици). 1787. школа је декретом цара Јосефа II спојена са Карловим универзитетом.

### Политехника
Цар Франц II је 1803. године одобрио концепцију прерастања Сталешке инжењерске школе у политехнику, инспирисану мало пре тога насталом париском École Polytechnique, те је новонастало Краљевско чешко сталешко техничко училиште у Прагу (чеш. Královské české stavovské technické učiliště v Praze) почело са радом 10. 11. 1806. - као прва оваква школа у Аустријском царству и централној Европи (пошто је инжењерска академија у Бечу тада већ престала са радом), мада и даље у саставу Карловог универзитета. 
Потпуно самостална школа постаје тек 8.9.1815.
Дана 23. 11. 1863. цар Фрањо Јосип I одобрио је статут Политехничког института, чиме је извршена реформа ове установе: Политехника добија право да на своје чело бира ректора, чешки језик признат је као равноправни наставни језик (уз немачки), а студије су подељене на четири одељења: 
- високоградња,
- нискоградња,
- машинство и
- техничка хемија.

Неслагања између чешких и немачких професора непуних шест година касније (8. 4. 1869) доводе до поделе на немачки и чешки институт (Чешки политехнички институт). Чешки део се 1874. сели у новоподигнуту зграду на Карловом тргу у којој је и данас седиште (архитекта Војтејх Игнац Улман, Vojtěch Ignác Ullmann).
1875. све земаљске институције су подржављене. На основу царског закона из 1878. они који су на техници положили два државна испита, смели су да користе (тада још сталешко) звање инжењер. 1879. школи је допуштено да користи назив висока техничка школа (Чешка техничка школа), а царским законом од 13. 4. 1901. школа добија и право да додељује докторате из техничких наука. 1902. године веће професора донело је препоруку да се и жене примају као редовни полазници.
На почетку 20. века школа је користила експанзију индустрије - 1909. школа је имала преко 3000 полазника. У то време је у згради на Карловом тргу предавао и професор Т. Г. Масарик.

### Период предратне Чехословачке
Након настанка Чехословачке одлуком Министарства школства и народне просвете Чехословачке од 1. 9. 1920. школа је реорганизована: добија нови назив Чешки технички универзитет (чеш. České vysoké učení technické, тј. ČVUT), а уместо одељења на чијем су челу били директори, формирани су факултети, са деканима на челу, док је ректор био на челу академског сената.
Тадашњи Технички универзитет чинило је седам факултета:
- Факултет инжењерског грађевинарства (чеш. inženýrského stavitelství),
- Факултет културног инжењерства (чеш. Vysoká škola kulturního inženýrství - од 1921. у саставу Факултета инжењерског грађевинарства),
- Факултет архитектуре и високоградње (чеш. Vysoká škola architektury a pozemního stavitelství),
- Факултет машинског и електротехничког инжењерства,
- Факултет пољопривредног и шумарског инжењерства,
- Факултет хемијско-технолошког инжењерства,
- Факултет специјалних наука (чеш. Vysoká škola speciálních nauk).

1921. основан је Истраживачки и опитни институт за материјале и конструкције (чеш. Výzkumný a zkušební ústav hmot a konstrukcí stavebních), при Факултету инжењерског грађевинарства, а од 1929. пуноправни део Универзитета постао је и Факултет привреде (чеш. Vysoká škola obchodní, VŠO), који је до тада био само трогодишња школа.
Принудно затварање чешких високошколских установа током нацистичке окупације, од 17. 11. 1939. до 4. 6. 1945. погодило је и овај универзитет. 
Немачка техника укинута је декретом председника Чехословачке Едварда Бенеша бр. 123/1945 Сб. од 18. 10. 1945.

### Послератни период Чехословачке
1948. године стотине студената искључене су са студија.
1952. године из Чешког техничког универзитета у посебне универзитете издвојени су:
- Факултет пољопривредног и шумског инжењерства - формиран је Пољопривредни универзитет у Прагу (чеш. Vysoká škola zemědělská) и
- Факултет хемијско-технолошког инжењерства - формиран је Хемијско-технолошки универзитет у Прагу (чеш. Vysoká škola chemicko-technologická)
- а уједно је основан нови Економско-инжењерски факултет (чеш. Fakulta ekonomicko-inženýrská, FEI – укинут 1960) - након што је претходно постепено угашен Факултет привреде (који је у тренутку гашења већ радио под именом Факултет привредних наука - чеш. Vysoká škola věd hospodářských, VŠVH и био је највећи факултет Универзитета).
Током периода 1949–1960 универзитет је реорганизован. Настали су органи на нивоу целог универзитета попут Војне катедре, Катедре марксизма-лењинизма, Катедре регрутног образовања - који су укинути 1990.

## Садашњост
Настава је организована на факултетима и универзитетским институтима у основним, мастер и докторским студијским програмима. Тренутно Чешки технички универзитет у Прагу има 8 факултета:
- Грађевински факултет,
- Машински факултет,
- Електротехнички факултет,
- Архитектонски факултет,
- Саобраћајни факултет,
- Факултет за информационе технологије,
- Факултет за биомедицински инжењеринг,
- Факултет за нуклеарну физику и физички инжењеринг

## Познати студенти
Међу студентима овог техничког универзитета био је и већи број Југословена и Срба, нпр.:
- пре  светског рата: архитекта Момир Коруновић
- у међуратном периоду: архитекте

Александар Дероко, 
Данило Каћански и 
Никола Добровић; 
југословенски комунисти 
Вељко Влаховић (Машински факултет), 
Лазар Удовички, Ратко Вујовић и Бранко Крсмановић (од 1934) (тадашњи Факултет пољопривредног и шумарског инжењерства), 
Ратко Павловић Ћићко и Лазар Латиновић (економију),
Мирко Ковачевић (од 1936), 
Ахмет Фетахагић – Челик, 
Илија Енгел.

## Остали универзитети у Прагу
Поред овог, у праву постоји читав низ других високошколских установа, универзитета, техничких високошколских установа и академија: 
- Карлов универзитет у Прагу
- Академија музичких уметности у Прагу
- Академија ликовних уметности у Прагу
- Чешки пољопривредни универзитет у Прагу
- и др.